# Gatunek stały
Gatunek stały – gatunek osiągający frekwencję w zgrupowaniach mieszczącą się w zakresie 51-75%. Jest to typ stałości gatunku w zgrupowaniu wykorzystywany w badaniach zoocenologicznych.